# إدريسا تراوري (لاعب كرة قدم)
إدريسا تراوري هو لاعب كرة قدم مالي، ولد في 6 مايو 1991 في باماكو في مالي. لعب مع نادي أسماك القرش الأطلسية ‏ ونادي النهضة السعودي.

## روابط خارجية
- إدريسا تراوري على موقع قاعدة بيانات كرة القدم.إي يو (الإنجليزية)